# 徳大寺公親
徳大寺 公親（とくだいじ きんちか）は、平安時代後期の公卿。左大臣・徳大寺実能の二男。官位は正三位・参議。

## 経歴
以下、『公卿補任』と『尊卑分脈』の内容に従って記述する。
- 保延2年（1136年）1月6日、従五位下[1]。
- 保延3年（1137年）2月5日、侍従。
- 康治元年（1142年）12月21日、右近衛権少将。
- 康治2年（1143年）1月6日、従五位上。同月27日、讃岐権介を兼ねる。同年4月18日、禁色。
- 康治3年（1144年）1月7日、正五位下[2]。
- 久安元年（1145年）11月19日、従四位下[3]。
- 久安4年（1148年）1月20日、越前権介を兼ねる。
- 久安5年（1149年）10月11日、従四位上[4]。
- 久安6年（1150年）1月24日、正四位下[5]。
- 仁平元年（1151年）7月24日、左近衛権少将。
- 仁平4年（1154年）8月10日、右近衛権少将。
- 久寿3年（1156年）4月6日、右近衛権中将。同日、蔵人頭。
- 保元元年（1156年）9月13日、参議。同月17日、右中将は元の如し。10月27日、中宮権大夫を兼ねる。
- 保元2年（1157年）1月24日、備前権守を兼ねる。同年10月23日、従三位[6]。
- 保元3年（1158年）11月26日、正三位。
- 平治元年（1159年）2月21日、皇后宮権大夫。同年4月2日、解官される[7]。同年7月10日、薨去。享年29。

## 系譜
- 父：徳大寺実能（1096-1157）
- 母：藤原宗忠の娘
- 妻：藤原家成の娘
- 猶子：藤原実教（1150-1227）